# Шваннівська клітина
Шваннівська клітина (лемоцити) — допоміжні клітини нервової тканини, які формуються уздовж аксонів периферичних нервових волокон. Створюють, а іноді й руйнують, електроізолюючу мієлинову оболонку нейронів. Виконують опорну (підтримують аксон) та трофічну (живлять тіло нейрона) функції. Клітини були описані німецьким фізіологом Теодором Шванном в 1838 році, і названі на його честь.
Кожне периферичне нервове волокно покрито тонким цитоплазматичним шаром — невролеммою або шваннівською оболонкою. Волокно є мієлінізованним, якщо між ним і цитоплазмою шванівської клітини є значний шар мієліну. Якщо волокна позбавлені мієліну, то вони називаються неміелінізованими безм'якотними. Шваннівські клітини можуть здійснювати хвилеподібні рухи, що, ймовірно, сприяє транспортуванню різних речовин по відростках нервових клітин.
З порушенням роботи шваннівских клітин пов'язані такі нервові захворювання, як синдром Гієна — Барре, хвороба Шарко-Марі, один з типів нейрофіброматозу — шванноматоз і хронічна запальна демієлінізуюча нейропатія. Демієлінізація в основному відбувається через ослаблення рухових функцій шваннівських клітин, в результаті чого вони виявляються не здатні утворювати мієлінову оболонку.